# NGC 3294
NGC 3294 (другие обозначения — UGC 5753, MCG 6-23-21, ZWG 183.30, KUG 1033+375, IRAS10333+3734, PGC 31428) — спиральная галактика (Sc) в созвездии Малый Лев.
Этот объект входит в число перечисленных в оригинальной редакции «Нового общего каталога».
В галактике вспыхнула сверхновая SN 1992G типа Ia. Её пиковая видимая звёздная величина составила 14.
В галактике вспыхнула сверхновая SN 1990H типа II. Её пиковая видимая звёздная величина составила 16.